# Franz Xaver Sterkel

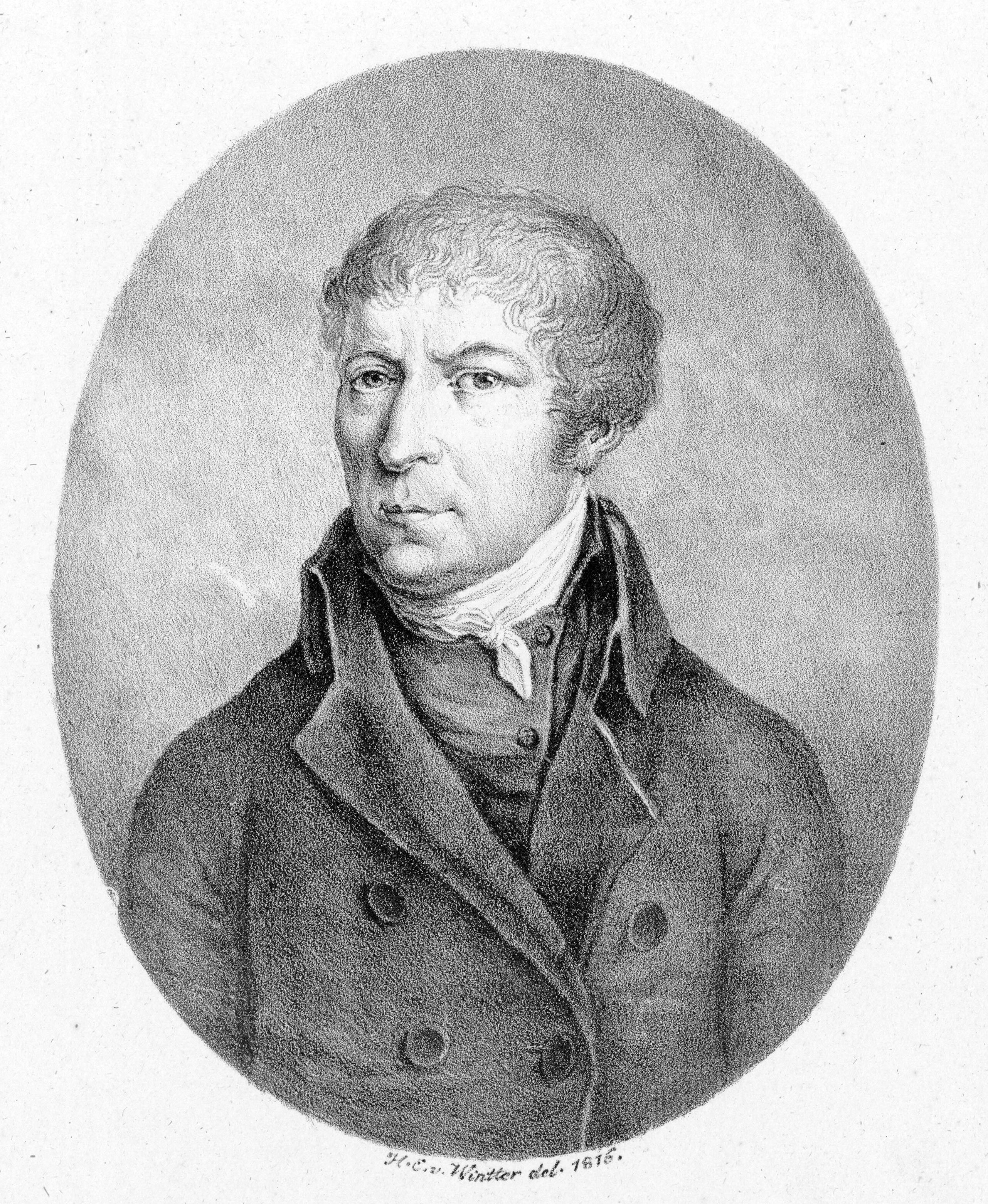
Franz Xaver Sterkel

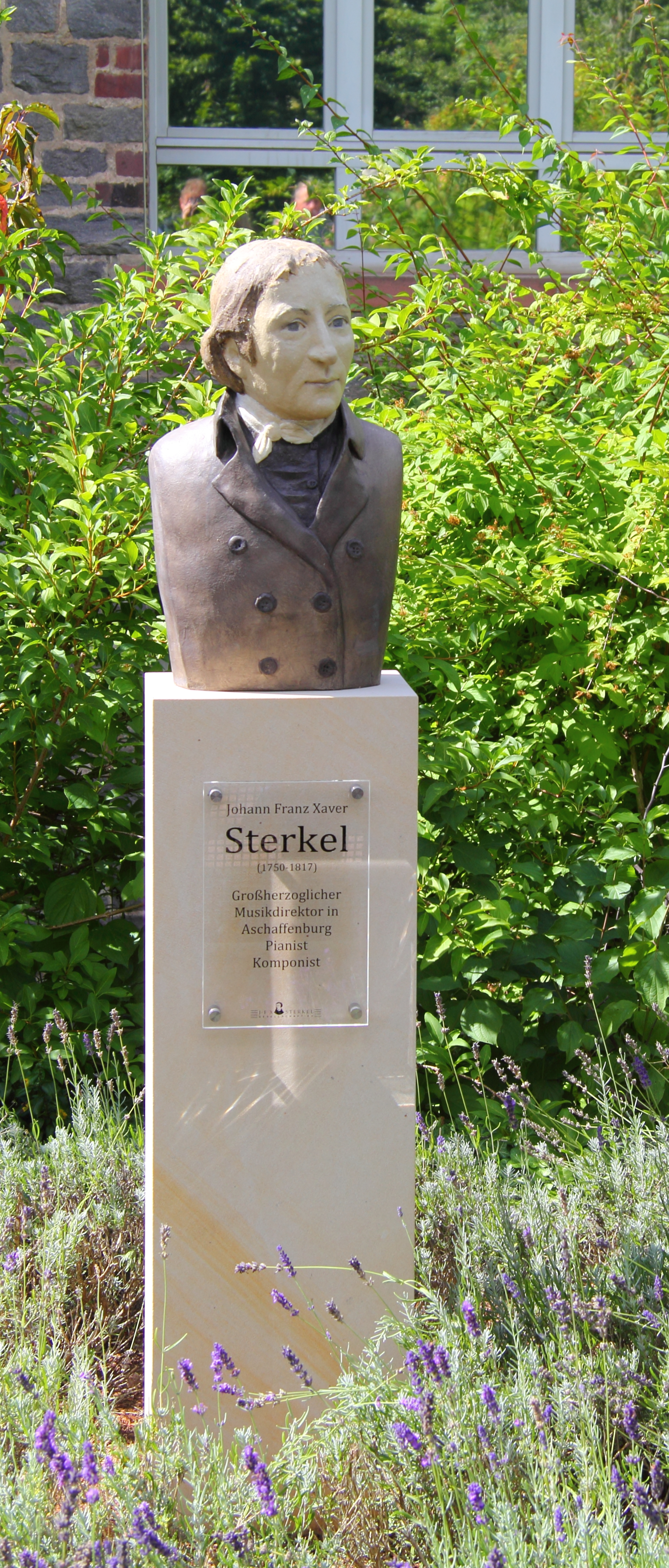
Büste von Sterkel im Garten der Städtischen Musikschule Aschaffenburg

Johann Franz Xaver Sterkel (* 3. Dezember 1750 in Würzburg; † 21. Oktober 1817 ebenda) war ein deutscher Pianist und Komponist.

## Leben
Sterkel studierte ab 1768 Theologie und arbeitete währenddessen als Organist am Kollegiatstift Neumünster, an dem er 1778 Vikar wurde. Aufgrund seiner Kompositionen wurde Sterkel vom Kurfürsten und Erzbischof von Mainz, Friedrich Karl Joseph von Erthal, zum Hofmusiker ernannt. Nach einer Italienreise (1779–1782) wurde Sterkel schließlich 1785 als Kanoniker nach Mainz berufen, 1793 trat er die Nachfolge des nach Berlin berufenen Vincenzo Righini als kurfürstlicher Kapellmeister an. Nach Erthals Tod 1802 leitete Sterkel für Fürst und Erzbischof Karl Theodor von Dalberg die Hofmusik in Aschaffenburg. Als dieser 1814 seine weltliche Herrschaft, das Großherzogtum Frankfurt, verlor, kehrte Sterkel nach Würzburg zurück und starb dort drei Jahre später.
Am 3. September 1791 reiste der junge Ludwig van Beethoven nach einem Auftritt in Mergentheim nach Aschaffenburg, einer Sommerresidenz des Kurfürsten, um den als Pianisten berühmten Sterkel zu besuchen. Es ist überliefert, dass Beethoven von Sterkels Spiel beeindruckt gewesen sei und man geht davon aus, dass sein Stil einige der frühen Klavierkompositionen Beethovens beeinflusst hat. Umgekehrt habe Beethoven sich zu Sterkels Überraschung nicht nur fähig gezeigt, dessen Righini-Variationen zu spielen, sondern spontan weitere Variationen in ähnlichem Stil zu improvisieren. Am 11. Februar 1811 besucht Carl Maria von Weber den „berühmten Sterkel“ in Aschaffenburg.

## Titel
- Capitular des Liebfrauenstift zu Mainz
- Kurfürstlich Mainzischer Hofkapelan
- Hofkapellmeister des Kurfürsten und Erzbischofs von Mainz (Kurmainz)
- Leiter der Großherzoglich Frankfurtischen Hofmusik in Aschaffenburg
- Königlich Bayerischer Kapellmeister
- Musikschuldirektor in Aschaffenburg[2]

## Werk
Sterkel veröffentlichte eine Oper (Farnace, 1782), zehn Sinfonien, zwei Orchester-Ouvertüren, sowie diverse Kammermusik, geistliche Musik sowie deutsch- und italienischsprachige Vokalmusik. Er hinterlässt außerdem ein umfangreiches Klavierwerk zu zwei und zu vier Händen. Sterkels Werk besitzt heute jedoch weder in Aufnahmen noch im Konzertbetrieb nennenswerte Präsenz.